# Калиты (Поставский район)
Калиты (белор. Калiты) — деревня в Поставском районе Витебской области Белоруссии. Входит в состав Дуниловичского сельсовета.

## География
Деревня расположена в 48 км от города Поставы и в 15 км от Дунилович.

## История
В начале ХХ столетия — деревня в Дуниловичской волости Вилейского уезда Виленской губернии.
В 1905 году — деревня (174 жителя, 246 десятин земли), фольварок (21 житель, 272 десятины земли), застенок (8 жителей, 72 десятины земли), сторожка (7 жителей, 1 десятина земли).
В результате советско-польской войны 1919—1921 гг. деревня оказалась в составе Срединной Литвы.
С 1922 года — в составе Дуниловичского повета Виленского воеводства Польши (II Речь Посполитая).
В 1923 году — деревня Калиты (218 жителей), фольварок Калиты 1-е (9 жителей), фольварок Калиты 2-е (20 жителей).
В сентябре 1939 года деревня была присоединена к БССР силами Белорусского фронта РККА.
С 1940 года — в Сергеевском сельсовете Дуниловичского района Вилейской области БССР.
В 1947 году — в деревне 31 хозяйство.
С 16.07.1954 года — в Дуниловичском сельсовете.
С 20.01.1960 года — в Глубокском районе.
С 25.12.1962 года — в Поставском районе.
В первой половине 1960-х гг. — 41 двор, 133 жителя, начальная школа.
В 2001 году — 17 дворов, 31 житель, колхоз «Родина».